# Аэтос (дим)
Дим Аэто́с (греч. Αετός) — дим нома Флорина. Находится в южной части нома. Занимает площадь 137 км² и населен 3727 жителями. Центр дима — одноименный город Аэтос.

Дим Аэтос на карте нома Флорина

На территории дима находится 8 местных районов:
- Аэтос
  - Аэтос
- Аграпидиес
  - Аграпидиес
- Анаргири
  - Анаргири
- Аспройа
  - Аспройа
  - Перикопи
- Валтонера
  - Валтонера
- Лимнохори
  - Лимнохори
- Педино
  - Педино
- Склитро
  - Склитро